# Martino Borghese
Martino Borghese (Basilea, 5 giugno 1987) è un ex calciatore svizzero con cittadinanza italiana, di ruolo difensore.

## Carriera

### Inizi con Inter e Genoa
Cresciuto calcisticamente nelle giovanili dell'Inter, presto si trasferisce negli Allievi del Genoa.
Dopo aver vinto con il Genoa Primavera di Vincenzo Torrente il Torneo di Viareggio 2007, ha cominciato ad aggregarsi alla prima squadra, con la quale esordisce in Serie B a 19 anni; durante la stagione collezionerà in tutto 2 presenze in Serie B.

### Viterbese, Pescara e Alghero
A partire dalla stagione 2007-2008 la società genovese decide di far fare esperienza al giocatore nelle serie minori, incominciando così un percorso che lo vedrà vestire le divise della Viterbese (Lega Pro Seconda Divisione, 8 presenze), quella del Pescara e quella della Polisportiva Alghero, con la quale colleziona in due stagioni 43 presenze e 2 gol, uno dei quali decisivo per la salvezza conquistata durante la seconda stagione tra le file della compagine sarda.

### Gubbio, Bari e Pro Vercelli
Nel 2010 passa al Gubbio, appena promosso in Lega Pro Prima Divisione e allenato dal suo ex mister Vincenzo Torrente. Fa il suo esordio ufficiale in campionato alla prima partita, il 22 agosto nella sconfitta per 5-1 contro la Cremonese. Il primo centro arriva alla settima giornata di campionato, nella quadripletta rifilata al Monza. Nella gara di ritorno il Gubbio espugna per 2-3 il campo della squadra brianzola e Borghese segna 2 gol, il secondo dei quali al 93'. Chiude la stagione con la vittoria del campionato di Lega Pro Prima Divisione con 29 presenze e 6 gol.
Il 13 luglio 2011 passa in compartecipazione al Bari. Nel gennaio 2013 si trasferisce alla Pro Vercelli.

### Spezia, Lugano e Varese
Il 9 agosto 2013 è ufficiale il suo passaggio allo Spezia a titolo definitivo. Il 31 gennaio 2014 passa in prestito al Lugano, mentre per la stagione successiva viene prestato al Varese dove gioca 30 partite e si piazza 13º nella Top 15 dei difensori di Serie B secondo una classifica stilata dalla Lega Serie B.

### Como e Livorno e di nuovo Como
Il 27 agosto 2015 si trasferisce al Como. La squadra tuttavia stenta a decollare e anche Borghese, come la maggior parte dei suoi compagni, non brilla, entrando addirittura nel mirino del proprio pubblico.
Il 20 gennaio 2016 si trasferisce al Livorno a titolo definitivo. Esordisce in campo con la maglia amaranto da titolare nella gara di Serie B tra Livorno e Como. Proprio durante questa partita segna il suo primo gol in amaranto di testa al 74'.
Al termine della stagione però, gli amaranto scendono in Lega Pro dopo 15 anni tra A e B, e Borghese rimane in riva al Tirreno nei successivi due anni e conquistando la promozione in Serie B nel 2018 e collezionando, complessivamente, 42 presenze e tre reti.
Il 1º settembre 2018 viene acquistato a titolo definitivo dal Como, nel frattempo ripartito dalla Serie D, ritornando a vestire la maglia lariana dopo due anni. Con frequenti puntate offensive, ottiene in breve la media realizzativa più alta della sua carriera.

## Statistiche

### Presenze e reti nei club
Statistiche aggiornate al 1 ottobre 2021.
| Stagione        | Squadra         | Campionato      | Campionato | Campionato | Coppe nazionali | Coppe nazionali | Coppe nazionali | Coppe europee | Coppe europee | Coppe europee | Altre coppe | Altre coppe | Altre coppe | Totale | Totale |
| Stagione        | Squadra         | Comp            | Pres       | Reti       | Comp            | Pres            | Reti            | Comp          | Pres          | Reti          | Comp        | Pres        | Reti        | Pres   | Reti   |
| --------------- | --------------- | --------------- | ---------- | ---------- | --------------- | --------------- | --------------- | ------------- | ------------- | ------------- | ----------- | ----------- | ----------- | ------ | ------ |
| 2005-2006       | Genoa           | C1              | 0          | 0          | CI+CI-C         | 1+3             | 0               | -             | -             | -             | -           | -           | -           | 4      | 0      |
| 2006-2007       | Genoa           | B               | 2          | 0          | CI              | 1               | 0               | -             | -             | -             | -           | -           | -           | 3      | 0      |
| Totale Genoa    | Totale Genoa    | Totale Genoa    | 2          | 0          |                 | 5               | 0               |               | -             | -             |             | -           | -           | 7      | 0      |
| 2007-2008       | Viterbese       | C2              | 8          | 0          | CI-C            | 0               | 0               | -             | -             | -             | -           | -           | -           | 8      | 0      |
| 2008-gen. 2009  | Pescara         | 1D              | 0          | 0          | CI+CI-LP        | 0               | 0               | -             | -             | -             | -           | -           | -           | 0      | 0      |
| gen.-giu. 2009  | Alghero         | 2D              | 12         | 1          | CI-LP           | -               | -               | -             | -             | -             | -           | -           | -           | 12     | 1      |
| 2009-2010       | Alghero         | 2D              | 29         | 1          | CI-LP           | 1               | 0               | -             | -             | -             | -           | -           | -           | 30     | 1      |
| Totale Alghero  | Totale Alghero  | Totale Alghero  | 41         | 2          |                 | 1               | 0               |               | -             | -             |             | -           | -           | 42     | 2      |
| 2010-2011       | Gubbio          | 1D              | 29         | 6          | CI+CI-LP        | 1+1             | 0               | -             | -             | -             | SL-PD       | 2           | 0           | 33     | 6      |
| 2011-2012       | Bari            | B               | 33         | 3          | CI              | 3               | 1               | -             | -             | -             | -           | -           | -           | 36     | 4      |
| 2012-gen. 2013  | Bari            | B               | 13         | 1          | CI              | 1               | 0               | -             | -             | -             | -           | -           | -           | 14     | 1      |
| Totale Bari     | Totale Bari     | Totale Bari     | 46         | 4          |                 | 4               | 1               |               | -             | -             |             | -           | -           | 50     | 5      |
| gen.-giu. 2013  | Pro Vercelli    | B               | 16         | 1          | CI              | -               | -               | -             | -             | -             | -           | -           | -           | 7      | 0      |
| 2013-gen. 2014  | Spezia          | B               | 10         | 0          | CI              | 1               | 0               | -             | -             | -             | -           | -           | -           | 11     | 0      |
| gen.-giu. 2014  | Lugano          | CL              | 10         | 0          | CS              | -               | -               | -             | -             | -             | -           | -           | -           | 10     | 0      |
| 2014-2015       | Varese          | B               | 30         | 4          | CI              | 3               | 0               | -             | -             | -             | -           | -           | -           | 33     | 4      |
| 2015-gen. 2016  | Como            | B               | 11         | 0          | CI              | -               | -               | -             | -             | -             | -           | -           | -           | 11     | 0      |
| gen.-giu. 2016  | Livorno         | B               | 4          | 2          | CI              | 0               | 0               | -             | -             | -             | -           | -           | -           | 4      | 2      |
| 2016-2017       | Livorno         | LP              | 28+5       | 0+2        | CI+CILP         | 0+1             | 0+0             | -             | -             | -             | -           | -           | -           | 34     | 2      |
| 2017-2018       | Livorno         | C               | 10         | 1          | CI+CI-C         | 0+1             | 0               | -             | -             | -             | SC          | 2           | 0           | 13     | 1      |
| Totale Livorno  | Totale Livorno  | Totale Livorno  | 42+5       | 3+2        |                 | 2               | 0               |               | -             | -             |             | 2           | 0           | 51     | 5      |
| 2018-2019       | Como            | D               | 22         | 8          | CI-D            | 0               | 0               | -             | -             | -             | -           | -           | -           | 22     | 8      |
| Totale Como     | Totale Como     | Totale Como     | 33         | 8          |                 | 0               | 0               |               | -             | -             |             | -           | -           | 33     | 8      |
| 2019-2020       | Seregno         | D               | 22         | 1          | CI-D            | 1               | 0               | -             | -             | -             | -           | -           | -           | 23     | 1      |
| 2020-2021       | Seregno         | D               | 32         | 1          | -               | -               | -               | -             | -             | -             | -           | -           | -           | 32     | 1      |
| 2021-2022       | Seregno         | C               | 5          | 0          | CC              | -               | -               | -             | -             | -             | -           | -           | -           | 5      | 0      |
| Totale Seregno  | Totale Seregno  | Totale Seregno  | 59         | 2          |                 | 1               | 0               |               | -             | -             |             | -           | -           | 60     | 2      |
| Totale carriera | Totale carriera | Totale carriera | 331        | 32         |                 | 19              | 1               |               |               |               |             | 4           | 0           | 354    | 33     |

## Palmarès

### Club

#### Competizioni giovanili
- Torneo di Viareggio: 1

Genoa: 2007

#### Competizioni nazionali
- Lega Pro Prima Divisione: 1

Gubbio: 2010-2011
- Serie C: 1

Livorno: 2017-2018 (girone A)
- Serie D: 2

Como: 2018-2019 (girone B)
Seregno: 2020-2021 (girone B)